# حسنلی (جلیل‌آباد)
حسنلی (به ترکی آذربایجانی: Həsənli) یک منطقه مسکونی در جمهوری آذربایجان است که در شهرستان جلیل‌آباد واقع شده‌است. حسنلی ۲۵۶ نفر جمعیت دارد.